# Wenzel Lorenz (poslanec Českého zemského sněmu)
Wenzel Wilhelm Adalbert Lorenz (11. září 1829 Sedlec – 22. srpna 1897 Sedlec) byl rakouský politik německé národnosti z Čech, poslanec Českého zemského sněmu.

## Biografie
Byl majitelem hospodářství v Sedlci u Karlových Varů (Zettlitz). Koncem 70. let 19. století zastával funkci náměstka okresního starosty. Byl členem německé sekce zemské zemědělské rady.
V 70. letech se zapojil i do vysoké politiky. V zemských volbách v roce 1878 byl zvolen na Český zemský sněm, kde zastupoval kurii venkovských obcí, obvod Karlovy Vary, Loket, Bečov. Uvádí se jako kandidát německých liberálů (tzv. Ústavní strana, liberálně a centralisticky orientovaná, odmítající federalistické aspirace neněmeckých etnik).
Zemřel v srpnu 1897 ve věku 67 let. K úmrtí došlo náhle. Jako příčina je uváděno Organischer Herzfehler.